# Fontaine de Marsat

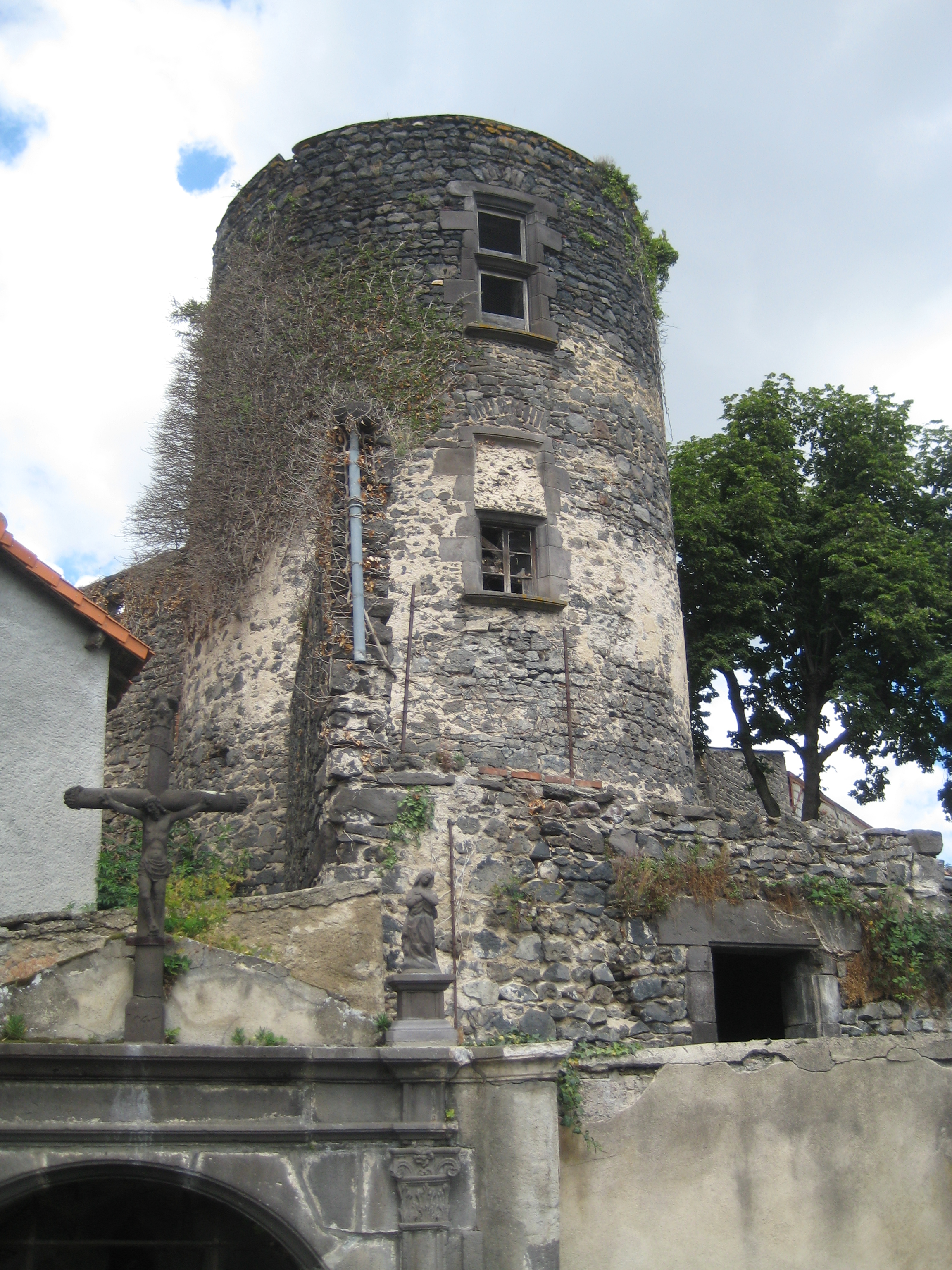
Vieille Tour, vestige du château de Marsat.

La fontaine de Marsat également dénommée chapelle de la Source Notre Dame de Pitié est une fontaine du XVIe siècle située sur la commune de Marsat dans le Puy-de-Dôme (France). Elle est inscrite au titre des monuments historiques depuis 1926.

## Localisation
La fontaine est située au pied de la Vieille Tour dans le centre du village de Marsat,  commune située juste au sud-ouest de Riom, dans le département du Puy-de-Dôme, en région Auvergne-Rhône-Alpes.

## Description
La fontaine est couverte d'une voûte en plein cintre dont l'arête frontale est moulurée. De chaque côté est un pilastre corinthien portant un entablement. Sur celui-ci, au centre, s'élève une croix aux branches fleuronnées et portant un crucifix attaché par trois clous. De chaque côté, sur un piédestal, se trouvent les statues de la Vierge et de saint 0Jean. À l'intérieur, une niche abritant une statue de la Vierge à l'Enfant, surmonte la source. La fontaine est située non loin de l'église de la commune, et elle a été construite dans le but de consacrer la source,.

## Historique
La fontaine est inscrite au titre des monuments historiques par arrêté du 12 novembre 1926.